# James Otis, Jr.

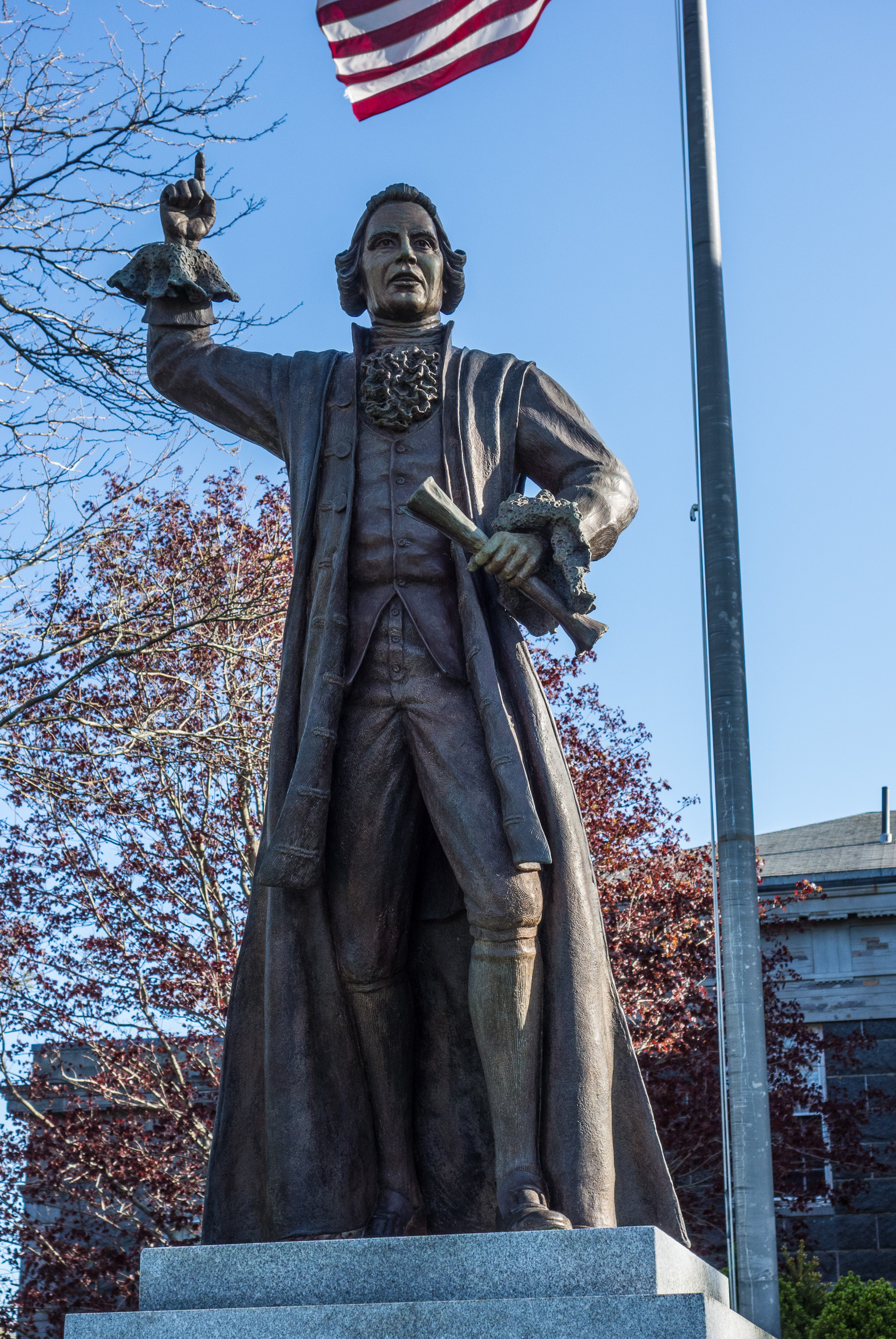
Escultura de bronce de James Otis Jr. frente al Palacio de Justicia del condado de Barnstable.

James Otis Jr. (Barnstable, 5 de febrero de 1725 - Andover, 23 de mayo de 1783) fue un abogado estadounidense, activista político, legislador colonial y uno de los primeros líderes independentistas en la colonia de la bahía de Massachusetts a principios de la Revolución estadounidense. 
Otis fue un ferviente opositor a las órdenes de asistencia impuestas por la Corona británica a las colonias americanas a principios del siglo XVIII, que permitían a los funcionarios registrar propiedades privadas sin motivo explícito. Más tarde extendió sus críticas a la autoridad británica para incluir los impuestos que estaba promulgando el Parlamento. Por ello, a Otis se le atribuye a menudo la creación del lema «los impuestos sin representación son tiranía».
Otis fue mentor de Samuel Adams y su estilo oratorio también inspiró a John Adams. Algunos lo reconocen como uno de los Padres Fundadores de los Estados Unidos por haber sido uno de los primeros revolucionarios. Sin embargo, Otis padecía enfermedades mentales y adicción al alcohol. Su comportamiento escandaloso dañó su reputación hasta hacerle caer en el olvido a principios de la década de 1770.

## Biografía
Otis nació en Barnstable, Massachusetts, segundo hijo de 13 y primero en sobrevivir a la infancia. Su hermana Mercy y sus hermanos Joseph y Samuel fueron líderes revolucionarios como él, al igual que su sobrino Harrison Gray Otis. Su padre, el coronel James Otis Sr., ⁣fue un destacado abogado y oficial de la milicia colonial. Padre e hijo tenían una relación tormentosa. Su padre le envió una carta expresándole sus decepciones y alentándolo a buscar la justicia de Dios para mejorar.
En 1755, Otis se casó con Ruth Cunningham, hija de un comerciante y heredera de una fortuna valorada en 10.000 libras esterlinas. Sus ideas políticas eran muy diferentes, pero estaban unidos. Más tarde, Otis "se quejó a medias de que ella era una 'high tory'", pero al mismo tiempo declaró que "era una buena esposa y demasiado buena para él" en palabras de John Adams. El matrimonio produjo tres hijos: James, Elizabeth y Mary. Su hijo James murió a los 18 años. Su hija mayor, Elizabeth, fue lealista como su madre y se casó con el capitán Brown del Ejército británico. Vivió en Inglaterra el resto de su vida. Su hija menor, Mary, se casó con Benjamin Lincoln, hijo del distinguido general del Ejército Continental, Benjamin Lincoln.
Otis se graduó en Harvard en 1743 y llegó a la cima de la abogacía ejerciendo en Boston. En 1760, recibió un prestigioso nombramiento como Fiscal General del Tribunal del Almirantazgo. Sin embargo, renunció rápidamente cuando el gobernador Francis Bernard faltó a su promesa de nombrar a su padre para el puesto de presidente del Tribunal Superior de la provincia. El puesto pasó, en cambio, a uno de sus más acérrimos enemigos, Thomas Hutchinson.

### Órdenes de asistencia
En el caso Paxton vs. Gray de 1761, un grupo de indignados empresarios de Boston contrató a Otis para impugnar la legalidad de las órdenes de asistencia ante el Tribunal Superior. Estas órdenes permitían a las autoridades entrar en cualquier domicilio sin previo aviso, sin causa probable y sin dar ninguna justificación.
En este momento, Otis se consideraba un súbdito leal a la Corona, pero se opuso a las órdenes de asistencia en un discurso de casi cinco horas ante una audiencia selecta reunida en la Casa del Estado en febrero de 1761.  Su argumento no logró ganar el caso, pero galvanizó el movimiento revolucionario.
John Adams recordó años después: «Otis era una llama de fuego; con una presteza en las citas clásicas, una investigación profunda, un resumen rápido de eventos y fechas históricas y una profusión de autoridades jurídicas». Adams destacó a Otis como un actor clave en el advenimiento de la Revolución, escribiendo casi 50 años después: «Entonces se dio la primera escena del primer acto de oposición a las medidas arbitrarias de Gran Bretaña. Entonces nació la infancia de la independencia... Las semillas de patriotas y héroes... se sembraron allí mismo».

### Representación
El texto de su discurso de 1761 fue mejorado mucho por Adams en varias ocasiones. Se imprimió por primera vez en 1773 y en formas más largas en 1819 y 1823. Según James R. Ferguson, los cuatro tratados que Otis escribió entre 1764 y 1765 revelan un pensamiento contradictorio. Otis fue el primer líder del período en desarrollar teorías estadounidenses novedosas y distintas del constitucionalismo inglés y la representación tradicional, pero se basó en visiones conservadoras de la autoridad parlamentaria. Se apartó de la dirección lógica de su teoría del derecho natural, evitando el radicalismo. Samuelson, por otro lado, sostiene que Otis debería ser visto como un pensador político práctico más que un teórico, lo que explica por qué sus posiciones cambiaron a medida que se adaptaba a las realidades políticas alteradas.
En 1764, Otis extendió su argumento en un panfleto en el que afirmaba que los estadounidenses carecían de una representación parlamentaria adecuada, lo que hacía inconstitucional que el Parlamento les impusiera impuestos. Según Matthew K. Reising, Otis desarrolló su argumento sobre la autoridad parlamentaria examinando los efectos de la Revolución Gloriosa en América, en lugar de la situación histórica de la Gran Bretaña del siglo XVII. Otis dijo que "una ley contraria a la constitución es nula… y si se promulgase una ley del Parlamento… los tribunales ejecutivos deben declarar la no aplicación de dichas leyes".
Otis no se identificaba como un revolucionario. Sus pares también lo veían en general como más cauteloso que el incendiario Samuel Adams. Otis, en ocasiones, desaconsejó la violencia de las turbas radicales y argumentó contra la propuesta de Adams de una convención de todas las colonias similar a la de la Gloriosa Revolución de 1688. Sin embargo, en otras ocasiones, Otis superó a Adams al despertar pasiones y exhortar a la gente a la acción. Incluso llamó a sus compatriotas a las armas en una asamblea municipal el 12 de septiembre de 1768, según algunos relatos. Otis era masón. También afirmó que los negros tenían derechos inalienables y estaba a favor de extenderles las libertades de vida, libertad y propiedad. 

### Enfermedad mental
Otis sufrió un comportamiento cada vez más errático a medida que avanzaba la década de 1760. Recibió un corte en la cabeza a causa del garrote del recaudador de impuestos John Robinson en el British Coffee House en 1769. Algunos atribuyen la enfermedad mental de Otis únicamente a este acontecimiento, pero John Adams, Thomas Hutchinson y muchos otros mencionan su enfermedad mental mucho antes de 1769.
El golpe en la cabeza probablemente lo empeoró y, poco después, ya no pudo continuar con su trabajo. Hacia finales de la década, la vida pública de Otis llegó en gran medida a su fin, aunque pudo ejercer la abogacía ocasionalmente en épocas de lucidez. El deterioro de la salud mental de Otis fue notado tanto por amigos como por enemigos. En febrero de 1771, John Adams escribió que Otis estaba "furioso, delirando contra su padre, su esposa, su hermano, su hermana y su amigo".
Thomas Hutchinson escribió al gobernador Bernard en diciembre de 1771: «Otis fue secuestrado hoy en una silla de posta, atado de pies y manos. Cumplió su palabra: prendió fuego a la provincia y pereció en el intento». Otis pasó el resto de su vida luchando contra la enfermedad mental mientras vivía con amigos y familiares en la zona rural de Massachusetts. El gobernador de Massachusetts, John Hancock, celebró una cena en su honor en 1783, pero el evento fue demasiado para el frágil estado mental de Otis y regresó al campo.

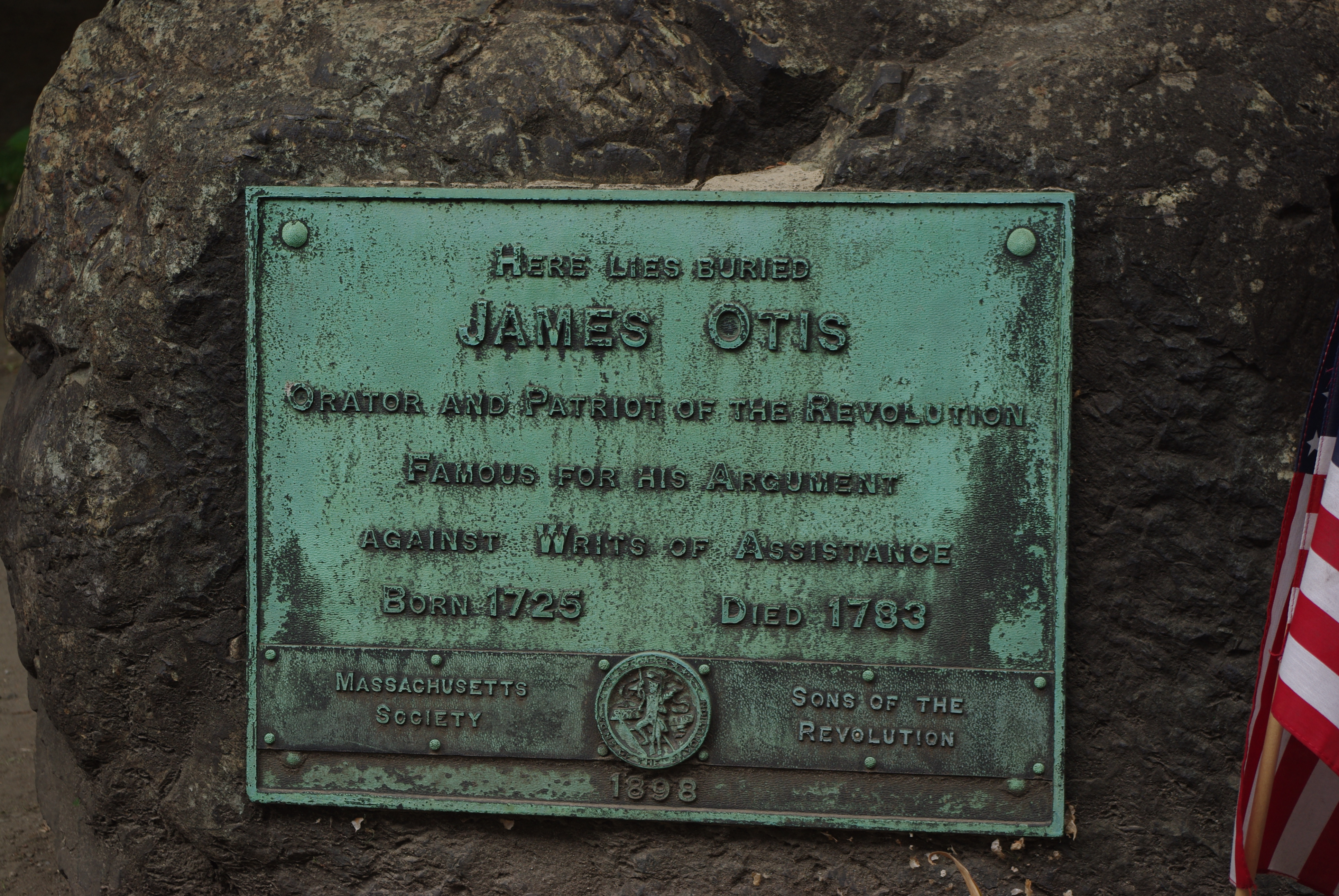
La tumba de James Otis en el cementerio Granary, Boston.

Cerca del final de su vida, Otis quemó la mayoría de sus papeles sin explicación. Los historiadores y biógrafos tienen acceso a sus documentos publicados, pero este acto impidió un conocimiento más profundo de su vida y sus pensamientos del que sí disponen otras figuras históricas. El 23 de mayo de 1783, Otis murió como consecuencia de ser alcanzado por un rayo mientras observaba una tormenta eléctrica.

## Obras publicadas seleccionadas
- Los rudimentos de la prosodia latina (1760). Otis publicó el primero de dos tratados sobre prosodia, y su alma mater, Harvard, finalmente lo adaptó como libro de texto.
- Una reivindicación de la conducta de la Cámara de Representantes (1762). La primera publicación política de Otis. Aquí utiliza un ejemplo de un gasto no sancionado por la legislatura colonial como fundamento de su teoría de que los impuestos solo pueden ser cobrados por un gobierno representativo. En efecto, resume el argumento que ocupó un lugar central en la retórica revolucionaria.
- Los derechos de las colonias británicas afirmados y probados (1764). Este panfleto establece otra filosofía importante que sustenta el debate revolucionario: afirma que los derechos no se derivan de las instituciones humanas, sino de la naturaleza y de Dios. Así pues, el gobierno no existe para complacer a los monarcas, sino para promover el bien de toda la sociedad.
- Consideraciones en favor de los colonos (1765). Este folleto amplía el argumento del autor de Los derechos de las colonias británicas afirmados y probados. Profundiza la noción de derechos naturales vinculándola a la teoría de la representación igualitaria.
- En 1765, Otis también escribió los panfletos Vindicación de las colonias británicas y Breves observaciones sobre la defensa del libelo de Halifax, su último panfleto, en el que otorga al Parlamento autoridad completa sobre las colonias. Los estudiosos han llegado a dos explicaciones para su drástico cambio de actitud: o bien enfermó mentalmente de forma temporal, o bien pretendía utilizar estas piezas para defenderse de las acusaciones de traición.

## Lectura adicional
- Amar, Akhil Reed (2021). The Words That Made Us: America's Constitutional Conversation, 1760–1840. Nueva York: Basic Books. ISBN 978-0-465-09635-0. OCLC 1195459078.
- Reising, Matthew K. "James Otis and the Glorious Revolution in America," American Political Thought 11:2 (2022): pp. 161-184, through the University of Chicago
- Breen, T. H. "Subjecthood and Citizenship: The Context of James Otis's Radical Critique of John Locke," New England Quarterly (Sep. 1998) 71#3, pp. 378–403 in JSTOR
- Brennan, Ellen E. "James Otis: Recreant and Patriot," New England Quarterly (1939) 12:691–725 in JSTOR
- Clancy, Thomas K., "The Importance of James Otis," 82 Miss. L.J. 487 (2013).
- Farrell, James M. "The Writs of Assistance and Public Memory: John Adams and the Legacy of James Otis," New England Quarterly  (2006) 79#4 pp. 533–556 in JSTOR
- Ferguson, James R. "Reason in Madness: The Political Thought of James Otis," William and Mary Quarterly, (1979): 36(2):194–214. in JSTOR
- Frese, Joseph R. "James Otis and the Writs of Assistance," New England Quarterly 30 (1957) 30:496–508 in JSTOR
- Pencak, William. "Otis, James" in American National Biography Online, Feb. 2000
- Samuelson, Richard A. "The Constitutional Sanity of James Otis: Resistance Leader and Loyal Subject," Review of Politics (Summer, 1999), 61#3 pp. 493–523 in JSTOR
- Shipton, Clifford K. Sibley's Harvard Graduates, vol. 11 (1960), pp. 247–287.
- Tudor, William. (1823). The Life of James Otis, of Massachusetts: Containing Also, Notices of Some Contemporary Characters and Events, from the Year 1760 to 1775. Boston, MA: Wells and Lilly.
- Waters, John J. Jr., The Otis Family in Provincial and Revolutionary Massachusetts (1968)